# Erin Andrews
Erin Jill Andrews (Lewiston, 4 de Maio de 1978) é uma jornalista esportiva e personalidade da televisão norte-americana. Ganhou destaque como correspondente no canal de esportes a cabo ESPN dos Estados Unidos, após ingressar na emissora em 2004. Posteriormente, juntou-se à Fox Sports em 2012 e, desde então, tornou-se a principal repórter de campo da equipe de transmissão da NFL da emissora. Em 2010, também ganhou maior reconhecimento ao ficar em terceiro lugar na décima temporada do programa Dancing with the Stars da ABC e, eventualmente, co-apresentou o show de 2014 a 2019 ao lado de Tom Bergeron.
Em 2007 e 2008, foi eleita pela revista Playboy a "Jornalista Esportiva Mais Sexy da América".
Em 2009, a repórter teve sua intimidade violada, quando foram publicadas fotos e um vídeo onde ela aparece nua em um quarto de hotel. As imagens foram feitas através de uma espécia de olho mágico, sem a autorização de Erin.
Michael David Barrett, o homem que filmou a nudez da repórter ESPN americana foi preso na noite de sexta-feira no aeroporto de Chicago. Ele deve comparecer a uma corte federal ainda neste sábado (3), segundo as autoridades da FBI. Para a polícia americana, ele é acusado de ter "espionado" Erin para conseguir as imagens. Depois, ele teria tentado vender os vídeos para o website TMZ e de ter publicado as imagens na internet, mas um funcionário do site denunciou o caso aos advogados de Andrews, o que deu início à investigação.
Os agentes do FBI explicaram que 7 dos 8 vídeos postados na web foram filmados com uma câmera de celular, através de um olho mágico modificado, enquanto Erin estava sozinha e nua em quartos de hotel em Nashville, no Tennessee, em setembro de 2008. Conforme os relatos dos investigadores, ela não conseguiu identificar o oitavo vídeo.
Barrett sabia onde ela estava hospedada e conseguia um quarto ao lado do dela.
Segundo os advogados da repórter, ela sofreu psicologicamente com o caso, foi ameaçada e também temia que viessem a público imagens "ainda mais íntimas".
Em Março de 2010, Barrett foi sentenciado pelo juiz federal de Los Angeles na segunda-feira e ordenado a pagar a Andrews US$ 7.366 em restituição.
Atualmente faz parte do elenco do reality show americano Dancing with the Stars, ao lado do dançarino russo Maksim Chmerkovskiy.